# Tripsis
Tripsis è il sesto album in studio del gruppo progressive metal australiano Alchemist, pubblicato nel 2007.

## Tracce
1. Wrapped in Guilt − 4:34
2. Tongues and Knives − 5:15
3. Nothing in No Time − 5:50
4. Anticipation of a High − 4:34
5. Grasp the Air − 4:36
6. CommunicHate − 4:26
7. Substance for Shadow − 4:50
8. God Shaped Hole − 5:05
9. Degenerative Breeding − 3:47

## Formazione
- Adam Agius − voce, chitarra, tastiere
- Rodney Holder − batteria, percussioni
- John Bray − basso
- Roy Torkington − chitarra